# مارغريتا لويسا ليمون
مارغريتا لويسا ليمون (بالإنجليزية: Etta Lemon) (مواليد 1860 – تُوفيت عام 1953) كانت ناشطة بريطانية في مجال حماية الطيور. وُلدت في هايث، كِنت (Hythe, Kent)، وتُوفيت عن عمر يناهز 93 عامًا.